# 流通卸センター
株式会社流通卸センター（りゅうつうおろしセンター、Ryutsu Oroshi Center）は、かつて存在した日本の小売業者。略称は社名の英字表記 "Ryutsu Oroshi Center" の頭文字を取ったROCで、ROC 流通卸センター（アールオーシー りゅうつうおろしセンター）を名乗っていた。
なお、東京・五反田の東京卸売センター (TOC) およびTOCビルとは異なるが、混同されることもある。

## 歴史
1970年代に紳士服の安売り（背広ディスカウントショップ）として一世を風靡し、首都圏を中心にチェーン展開していた。宮尾すすむをテレビCMに起用し「インフレ、飛んでけー!」のキャッチフレーズで、当時の物価高に対する価格破壊の企業姿勢をアピールしていた。
当時、経営難で上場廃止の危機に陥っていた日活と1978年に資本提携し、増資→減資→増資の株式操作を行い、半年間で130億円をかき集め、流通卸センターの系列会社や香港の投資会社「キャリアン・インベストメンツ」、落合莞爾の経営していた東京債権ファイナンスなどに対して第三者割当増資を行うことで、日活は債務超過を脱して上場廃止と倒産寸前に直面していた難局を乗り切った。落合はそのほか、流通卸センターによる横浜メリヤスへのM&Aでも仕掛人として動いたとされる。
それにより経営危機を脱した日活は、同年9月に日活調布撮影所を買い戻すとともに「株式会社にっかつ」へ商号変更している。その後、にっかつと流通卸センターは映画館で背広を売るという商法も展開したが失敗に終わった。
1990年代に入ると、コナカやAOKIといった、紳士服安売りの大型ロードサイド店舗が進出して競争が激化し、1993年（平成5年）に2度目の不渡りを出して事実上倒産した。

## 現存する「流通卸センター」を名乗る企業
- 合資会社エス・オー・シー紳士服流通卸センター（法人番号：2290803001197）- 本社：福岡県北九州市若松区[6]
  - 背広の安売りという、流通卸センター (ROC) と類似した業態の企業で、「SOC 紳士服流通卸センター」を名乗る。「SOC」は略称ではなく「エス・オー・シー」を含めて正式な商号である。東海地方から西日本を中心にチェーン展開（東京都にも店舗があった）。
- 有限会社小山流通卸センター（法人番号：7060002027979）- 本社：栃木県小山市[7]
- 有限会社高崎流通卸センター（法人番号：4070002010722）- 本社：群馬県高崎市[8]
- 有限会社大川家具流通卸センター（法人番号：1300002001782）- 本社：佐賀県佐賀市[9]